# Anguel Kerezov
Anguel Kerezov (Burgas, Bulgaria, 24 de julio de 1939) es un deportista búlgaro retirado especialista en lucha grecorromana, donde llegó a ser subcampeón olímpico en Tokio 1964.

## Carrera deportiva
En los Juegos Olímpicos de 1964 celebrados en Tokio ganó la medalla de plata en lucha grecorromana estilo peso mosca, tras el luchador japonés Tsutomu Hanahara (oro) y por delante del rumano Dumitru Pârvulescu (bronce).